# Patlabor
Patlabor es la referencia habitual de la licencia de anime y manga denominada "Policía Móvil Patlabor" (機動警察パトレイバー; Kidō Keisatsu Patoreibā; Mobile Police Patlabor), creada a finales de la década de los 80 por Headgear. Su característica más destacada fue la utilización de mecha en trabajos comunes, como la construcción en vez de predominar su habitual uso bélico.
Bajo esta licencia se han realizado hasta el momento un manga, una serie de televisión, dos series de OVAs y tres largometrajes para los cines. Sin embargo, no hay una continuidad entre estos productos, pues la filosofía de la licencia permite a cada creador aportar su punto de vista a partir de la idea base, pudiendo trasladarse a otra época o no utilizar a los personajes básicos.
La acción se desarrolla en una realidad alternativa donde desde principios de los 80 se han fabricado mecha, que han recibido el nombre genérico de labors por estar dedicados a trabajos civiles como la construcción. La proliferación de estos labors condujo a la necesidad de crear unidades de policía especializadas en ellos y labors que pudieran ser utilizados para controlar a los otros, los patlabors. La historia comienza en 1998, centrándose en la segunda patrulla de la Segunda División de Vehículos Especiales de la Policía de Tokio.
Dos películas y la serie fueron transmitidas en Latinoamérica por Fox Kids con un doblaje hecho en México supervisado por Xystus, siendo estrenada el 12 de marzo de 2001.
El 26 de diciembre de 2016 salió a la venta un corto animado llamado Patlabor Reboot. El mismo fue proyectado durante el evento Japan Animator Expo el 15 de octubre.

## Personajes
- Noa Izumi: Conduce el Patlabor del primer equipo de la segunda patrulla. Es el personaje principal en el manga, la serie de televisión y en las OVAS. Fanática de los labors en general y del Ingram que pilota en particular, al que en algunas versiones llama Alphonse.

- Kiichi Goto: Capitán de la segunda patrulla. Le gusta mostrar una fachada de dejadez en su trabajo, pese a tomárselo en serio.

- Shinobu Nagumo: Capitán de la primera patrulla. Se ve obligada a compartir despacho con Kiichi Goto, su comportamiento y aspecto es el reverso de este.

- Seitaroh Sakaki: Jefe de mecánicos de la Segunda División de Vehículos Especiales.

- Kanuka Clancy: Teniente estadounidense de ascendencia japonesa, pertenece a la policía de Nueva York, en algunas historias dirige el Patlabor del segundo equipo de la segunda patrulla. Es muy buena en todo lo que hace, pero muy fría.

- Takeo Kumagami: Teniente que dirige el Patlabor del segundo equipo de la segunda patrulla en aquellas historias que no lo hace Kanuka Clancy. Al igual que ésta, es muy buena en todo lo que hace.

- Shigeo Shige: Mecánico jefe. Segundo al mando de Sakaki.

- Hiromi Yamazaki: Conductor del primer equipo de la segunda patrulla. Originario de Okinawa, es el más alto y grande de la patrulla, y no cabe en la cabina de un Patlabor. Es afable y buen cocinero.

- Asuma Shinohara: Dirige el Patlabor del primer equipo de la segunda patrulla. Es el hijo del presidente de Shinohara Heavy Industries, la empresa que fabrica los Patlabors, aunque está peleado con este.

- Isao Ohta: Conduce el Patlabor del segundo equipo de la segunda patrulla. Bajo, fuerte y de gatillo fácil.

- Mikiyasu Shinshi: Conductor del segundo equipo de la segunda patrulla. Es el único miembro de la segunda patrulla que está casado.

## Labors
- El Ingram AV-98 (AV significa Advanced Vehicle), es un mecha que aparece en todas las entregas de la franquicia Patlabor. Desarrollado por Shinohara Heavy Industries, este labor de uso policial fue diseñado para combatir a otros labors. Incorpora elementos estéticos llamativos que buscan generar un impacto psicológico tanto en civiles como en criminales. Su lanzamiento oficial al mercado tuvo lugar el 3 de abril de 1998. Una cualidad destacable del Ingram es que posee un excelente auto-balance. También sobresale por su integridad estructural, ligereza y velocidad. Existen tres unidades Ingram, pero sólo dos son usadas durante las misiones. Estos Patlabors fueron construidos por orden exclusiva de la Policía de Tokio y asignados a la Segunda Sección de Vehículos Especiales (División 2), comandada por el capitán Goto. Los pilotos designados para las Unidades 1 y 2 son Noa Izumi e Isao Ota. Los Ingram han demostrado su versatilidad en una amplia gama de situaciones, desde operaciones de rescate de civiles hasta enfrentamientos directos con labors involucrados en actividades terroristas. En numerosas ocasiones, han exhibido una eficacia sobresaliente, superando incluso a ciertos labors militares que, en teoría, poseen especificaciones superiores.

- El Type-J9 Griffon es un sofisticado labor desarrollado por la empresa multinacional Schaft y es el enemigo más peligroso del Ingram. Hace su primera aparición en el manga de Patlabor, y su arco es adaptado de manera libre en la serie de Tv. Griffon es un labor excepcional cuyas capacidades superan significativamente a las de Ingram. Fue diseñado y construido por Schaft Enterprises Japan, en los Laboratorios de producción e investigación Tsuchiura. Destaca por su formidable auto-balance, integridad estructural y ligereza. Puede correr a gran velocidad, y la precisión de sus movimientos ha sido optimizada al máximo. Al ser un labor equipado con tecnología de vanguardia, dispone de una amplia gama de sensores de alta calidad. También es el primer y único labor que posee la capacidad de volar, gracias a un par de alas y poderosos propulsores que lleva en su espalda.

- El Type Zero es un prototipo de combate cuerpo a cuerpo de próxima generación, que pretendía ser el sucesor del AV-98 Ingram. A pesar de estar casi terminado, Zero nunca fue lanzado de manera oficial. Este modelo avanzado se presentó por primera vez en Patlabor: La Película, destacándose por su diseño innovador. Es el último labor de la serie 98, pero es el primero en utilizar el nuevo HOS (Hyper Operating System). En batalla, el brazo puede extenderse con un tremenda fuerza. En el momento de lanzar un golpe, Zero extiende el mecanismo hidráulico de su brazo, lo cual da mayor poder al impacto. Adicionalmente, la punta de sus dedos son similares a garras, con las que puede perforar fácilmente la armadura de su rival. Esto, sumado a su enorme fuerza hace que los golpes de Zero sean sumamente destructivos.

- El HL-96 Tyrant 2000 es un Labor de construcción producido por Hishii Heavy Industries. El poderoso cuerpo del Tyrant hace que sea muy adecuado para la construcción, retirando escombros e incluso demoliendo edificios. Este corpulento Labor puede igualar el poder del AV-98 Ingram, aunque es muy lento cuando camina debido a su peso. Se parece a una excavadora que camina sobre dos patas y tiene brazos operativos, lo compensa en fuerza y potencia.

- El HL-97 Bulldog es un Labor de construcción producido por Hishii Heavy Industries. Es uno de los Labors más vendidos de Hishii y es ampliamente utilizado en el Proyecto Babylon. A diferencia del Tyrant 2000, el Bulldog es muy ágil y puede caminar bastante rápido. Tiene un buen número de articulaciones que le permiten desplazarse. Cada brazo está equipado con un manipulador de tres dedos, con articulación independiente en cada uno de ellos. La cabina de tipo burbuja proporciona al piloto una visibilidad excepcional hacia adelante, a los lados y hacia arriba. Sin embargo, la ausencia de sensores y cámaras limita la visión hacia atrás y hacia abajo.

## Manga
Obra de Masami Yūki fue publicado entre 1988 y 1994 en la revista Shōnen Sunday de Shōgakukan, recopilada en 22 tomos, y más tarde en 11 wide-bans. Fuera de Japón, sólo se ha publicado entera en Italia (editorial Star Comics). La edición de Estados Unidos (VIZ) sólo aguantó dos tomos, y en España (Planeta DeAgostini) doce tomos. En 2006 se publicó también en Francia por Kabuto.

## Películas
- Patlabor: la película (1989). Dirigida por Mamoru Oshii.

- Patlabor 2: la película (1993). Dirigida por Mamoru Oshii.

- WXIII: Patlabor la película 3 (2002). Dirigida por Fumihiko Takayama.

## Televisión
- Serie de 47 episodios, dirigida por Naoyuki Yoshinaga para el estudio Sunrise. La canción del ending Midnight blue lo interpreta el grupo Kiss me quick.

## OVA
- Primera serie de 7 episodios.

Opening
 「未来派Lovers」  (  Miraiha Lovers ?,  "Amantes del futurismo"), por Hiroko Kasahara (ep. 1-6)
- Tercera serie de 16 episodios.

- 'MiniPato'. Corto de 13 minutos, dividido en tres episodios, que acompaña a la versión en DVD de Patlabor WXIII.

## Videojuegos
Todos los juegos de Patlabor salieron exclusivamente en Japón.
- Kidō Keisatsu Patlabor (Family Computer Disk System – 24 de enero de 1989)
- Kidō Keisatsu Patlabor (Game Boy – 25 de agosto de 1990)

- Kidō Keisatsu Patlabor: 98-Shiki Kidou Seyo! (Mega Drive - 23 de octubre de 1992)

- Kidō Keisatstsu Patlabor: Griffon-hen (Turbo CD - 30 de septiembre de 1993)

- Kidō Keisatsu Patlabor (1994 video game) (Super Famicom - 22 de abril de 1994)

- Kidō Keisatsu Patlabor: Game Edition (PlayStation - 30 de noviembre de 2000)

- Patlabor: Come Back Mini-Pato (PlayStation Portable - 2 de noviembre de 2005)